# Smolarnia (powiat nowotomyski)
Smolarnia – osada leśna w Polsce położona w województwie wielkopolskim, w powiecie nowotomyskim, w gminie Miedzichowo.
W latach 1975–1998 miejscowość administracyjnie należała do województwa gorzowskiego.